# Hjälte
| Hjälte |
| --- |
| Sir Galahad, en hjälte ur fiktionens värld. - Betydelse – person som utför stordåd och därför vinner heder och ära - Alternativ betydelse – huvudperson i fiktivt verk - Relaterade ord – hero, hjältinna, kvinnlig hjälte, antihjälte, tragisk hjälte |

Hjälte är i allmän betydelse en beundransvärd person som utför stordåd, och som på så sätt vinner stor heder och ära.
I grekisk mytologi kallades hjältarna heroer (ἥρωι), varifrån många språk fått sitt ord för hjälte, liksom svenska orden heroisk och heroism (hjältemod). De grekiska heroerna hade ofta gudomligt påbrå, vilket är vanligt även bland hjältar i andra mytologier.